# Des jupons à l'horizon
Pour plus de détails, voir Fiche technique et Distribution.
Des jupons à l'horizon (Skirts Ahoy!) est un film américain en Technicolor réalisé par Sidney Lanfield, sorti en 1952.

## Synopsis
Trois jeunes femmes, amies de longue date ayant eu une grande déception amoureuse, décident de changer de vie en s'enrôlant dans les WAVES. Elles sont envoyées au Centre d'entraînement naval Naval Station Great Lakes, près de Chicago, où elles sont colocataires.

## Fiche technique
- Titre original : Skirts Ahoy!
- Titre français : Des jupons à l'horizon
- Réalisation : Sidney Lanfield
- Scénario : Isobel Lennart
- Musique : Harry Warren, Ralph Blane (en)
- Direction artistique : Cedric Gibbons et Daniel B. Cathcart
- Photographie : William C. Mellor
- Montage : Cotton Warburton
- Producteur : Joe Pasternak
- Société de production et de distribution : Metro-Goldwyn-Mayer
- Pays de production :  États-Unis
- Langue d'origine : anglais américain
- Format : couleur (Technicolor) — 35 mm — 1,37:1 — son : mono (Western Electric Sound System)
- Genre : musical, comédie
- Durée : 109 minutes
- Dates de sortie :
  - États-Unis 8 septembre 1952
  - France : 3 juillet 1953

## Distribution
- Esther Williams : Whitney Young
- Joan Evans : Mary Kate Yarbrough
- Vivian Blaine : Una Yancy
- Barry Sullivan : Paul Elcott
- Keefe Brasselle : Dick Hallson
- Billy Eckstine : Billy Eckstein
- Margalo Gillmore : Stauton
- Jeff Donnell : lieutenant Giff
- Juanita Moore : membre de l'équipe Black Drill
  - Debbie Reynolds et Bobby Van font une petite apparition dans le film, en interprétant la chanson Oh By Jingo!.